# Kotykiwka
Kotykiwka (ukr. Котиківка) – wieś na Ukrainie, w  obwodzie iwanofrankiwskim, w rejonie horodeńskim.

## Historia
Przed 1939 r. część Horodenki. Oddzielna jednostka administracyjna Kotykiwka powstała w 1939 r. Następnie znów była częścią miasta. W 2000 r. uchwałą parlamentu niepodległej Ukrainy nastąpił podział i reaktywowano wieś Kotykiwka.